# Otwarte finanse
Otwarte finanse (ang. open finance) – termin odnoszący się do ogółu usług w obszarze finansów umożliwiających bezpieczny dostęp do danych, zgromadzonych przez instytucje finansowe (banki, ubezpieczycieli, fundusze inwestycyjne i innych dostawców usług finansowych) za pośrednictwem otwartych interfejsów programistycznych (API) lub innych rozwiązań technologicznych. W dostępie do tych danych, za zgodą ich właścicieli (osób prywatnych lub firm), mogą uczestniczyć strony trzecie.

## Termin
Termin „otwarte finanse” (ang. open finance) w powyższym kontekście pojawił się w dyskusjach toczonych na poziomie instytucji finansowych, regulatorów i nadzorców rynku finansowego (por np. BaFin Bundesanstalt für Finanzdienstleistungsaufsicht; Obserwator Finansowy) oraz inicjatyw standaryzacyjnych (np. The Berlin Group). Firmy konsultingowe (np. KPMG, EY, Deloitte) oraz media branżowe używają tego sformułowania na określenie koncepcji, która wyewoluowała z otwartej bankowości. Ma to zastosowanie szczególnie w Unii Europejskiej, gdzie usługi otwartej bankowości zostały wprowadzone dyrektywą PSD2 (dostęp do informacji o rachunku płatniczym, inicjowanie płatności przez licencjonowane strony trzecie). Projekt regulacji FIDA (omówiony poniżej) rozszerza katalog produktów finansowych, do których uprawnione strony trzecie będą mogły mieć dostęp o m.in. rachunki oszczędnościowe, kredytowe, inwestycyjne i ubezpieczenia.
Komisja Europejska użyła terminu „otwarte finanse” w komunikacie w sprawie strategii dla UE w zakresie finansów cyfrowych z 24 września 2020 roku: Otwarte finanse mogą prowadzić do powstania lepszych produktów finansowych, lepszego ukierunkowania doradztwa i lepszego dostępu dla konsumentów oraz większej efektywności transakcji między przedsiębiorstwami. Dostęp do większej ilości danych klientów umożliwiłby również usługodawcom oferowanie bardziej spersonalizowanych usług, lepiej dostosowanych do konkretnych potrzeb klientów. Zrównoważone ramy regulacyjne w zakresie udostępniania danych dotyczących produktów finansowych będą wspierać sektor finansowy przy pełnym wykorzystaniu potencjału finansów opartych na danych oraz skutecznie chronić osoby, których dane dotyczą, które muszą mieć pełną kontrolę nad swoimi danymi, a następnie zorganizowała grupę ekspercką (Grupa Ekspertów ds. Europejskiej Przestrzeni Danych Finansowych, która przygotowała raport na temat otwartych finansów – Report on open finance). Raport opisuje wizję ekosystemu otwartych finansów. Zawiera także pierwsze przykłady użycia usług opartych na dostępie do danych, propozycje ich zakresu oraz zwraca uwagę na ryzyka i kwestie odpowiedzialności związane z dostępem do danych finansowych.
Termin używany jest również poza Europą. Artykuł The Promise and Perils of Open Finance w wyczerpujący sposób definiuje otwarte finanse. Autorzy artykułu wskazują trzy ściśle ze sobą powiązane obszary, kształtujące otwarte finanse. Wpisują się one w rozumienie tego pojęcia reprezentowane przez Komisję Europejską i inne instytucje.
1. Dostęp do danych (data access) oraz udostępnianie danych (data sharing). Dostęp do danych jest rozumiany jako umożliwienie klientom (konsumentom) dostępu do pełnego zakresu danych osobowych i transakcyjnych, zgromadzonych i wytworzonych przez instytucję finansową na ich temat. Dostęp do danych w logiczny sposób łączy się z ich udostępnianiem, klienci posiadający dostęp do danych, powinni móc także udostępniać te dane osobom (firmom) trzecim, w tym szczególnie innym instytucjom finansowym.
2. Przenoszalność danych (data portability). ISO definiuje przenoszalność danych w następujący sposób: ability to easily transfer data from one system to another without being required to re-enter data[13]. (zdolność do łatwego transferu danych z jednego systemu do innego bez konieczności ponownego wprowadzania danych). Przenoszalność w kontekście otwartych finansów odnosi się do możliwości pobrania danych z jednej instytucji finansowej i załadowania ich w innej. Może to być proces manualny. Może być jednak zautomatyzowany, umożliwiając działania masowe i wymianę danych między instytucjami finansowymi, pozwalając klientowi kontrolować proces (szczególnie wyrazić zgodę), ale bez konieczności jego koordynacji.
3. Interoperacyjność danych (data interoperability). Zautomatyzowany proces wymiany danych między instytucjami finansowymi wymaga istnienia wspólnych standardów i protokołów, które pozwolą na tę wymianę oraz możliwości wzajemnego użycie wymienianych danych przez uczestniczące w procesie strony (por. definicja interoperacyjności wg ISO: ability of two or more systems or applications to exchange information and to mutually use the information that has been exchanged[13]). Standaryzacja w tym obszarze, w praktyce oznaczająca standaryzację interfejsów API, powinna umożliwić łatwy dostęp do wymiany danych, bez konieczności łączenia się z systemami faktycznie przechowującymi te dane.

OECD (Organizacja Współpracy Gospodarczej i Rozwoju) opublikowała w listopadzie 2023 raport Open finance policy considerations. Zwrócono w nim uwagę na najważniejsze aspekty, bez uwzględnienia których rozwój otwartych finansów nie wydaje się możliwy:
1. ochrona konsumentów,
2. poszanowanie prywatności danych,
3. (cyber)bezpieczeństwo.

Aby nowe usługi i produkty miały szanse być wykorzystywane, wszyscy interesariusze muszą widzieć w tym swoją korzyść: instytucje udostępniające dane, firmy z nich korzystające, wreszcie, co najważniejsze, klienci. Ale oprócz korzyści, klienci muszą ufać swoim instytucjom. Na poziomie regulacyjnym natomiast, otwarte finanse muszą współgrać z innymi przepisami regulującymi cyfrowy ekosystem. A na poziomie technicznym – oferować interoperacyjność.
BIS (Bank Rozrachunków Międzynarodowych) w opracowaniu zatytułowanym Finternet: the financial system for the future, wskazuje, że promocja otwartych finansów (open finance) wzmacnia konkurencyjność sektora finansowego.

## Przykładowe usługi z obszaru otwartych finansów
Poniższe przykładowe usługi (i przypadki użycia) zostały opisane we wspomnianym wcześniej raporcie Grupy Ekspertów ds. Europejskiej Przestrzeni Danych Finansowych Report on open finance (PART C: Open finance use case analysis). 
- Agregacja danych finansowych - aplikacje lub narzędzia, które pozwalają użytkownikom na zebranie w jednym miejscu informacji o rachunkach bankowych, kartach kredytowych, inwestycjach i innych produktach finansowych, z różnych instytucji.
- Personalne doradztwo finansowe - narzędzia, które analizują dane finansowe użytkownika i oferują mu spersonalizowane porady dotyczące oszczędzania, inwestowania, zarządzania długiem itp.
- Wnioskowanie o produkty kredytowe - proces składania wniosku o kredyt, w którym wykorzystany jest dostęp do danych finansowych wnioskodawcy pozwala na szybszą i dokładniejszą ocenę zdolności kredytowej oraz lepsze dopasowanie oferowanego produku do profilu klienta.
- Ubezpieczenia - oferowanie spersonalizowanych polis ubezpieczeniowych na podstawie danych pochądzących z samochodowych komputerów pokładowych.

## Otwarte finanse w Unii Europejskiej
Projekt Rozporządzenia Parlamentu Europejskiego i Rady w sprawie ram dostępu do danych finansowych (tzw. FIDA, od angielskiego tytułu rozporządzenia …framework for Financial Data Access) został opublikowany 28 czerwca 2023. Prace legislacyjne nad Rozporządzeniem trwają i zostaną prawdopodobnie zakończone w pierwszym kwartale 2025 roku.
Rozporządzenie FIDA zapewnia ramy prawne umożliwiające wymianę danych pomiędzy różnymi uczestnikami rynku finansowego i rozwija obecne przepisy dotyczące udostępniania danych o rachunkach płatniczych pomiędzy dostawcami usług płatniczych obsługujących rachunki (ASPSP) a dostawcami usług w zakresie dostępu do informacji o rachunku (AISP) w ramach PSD2 oraz w ramach PSR (czyli Rozporządzenia Parlamentu Europejskiego i Rady w sprawie usług płatniczych w ramach rynku wewnętrznego, które wraz z dyrektywą PSD3 zastąpi PSD2) w przyszłości.
1. Posiadacze danych (Data holders) muszą na żądanie klienta udostępnić dane „bez zbędnej zwłoki, bezpłatnie, w sposób ciągły i w czasie rzeczywistym” (art. 4) (klientami są konsumenci i przedsiębiorstwa),
2. Dane objęte zakresem (art.2):
  - Kredyty hipoteczne, kredyty, pożyczki i rachunki, w tym saldo, warunki, transakcje (z wyjątkiem rachunków płatniczych objętych PSR)
  - Oszczędności, inwestycje, ubezpieczenia, kryptowaluty, nieruchomości, inne aktywa finansowe; dane wejściowe wykorzystywane do oceny zdolności kredytowej.
  - Uprawnienia emerytalne w wybranych systemach (z wyjątkiem publicznych systemów emerytalnych).
  - Ubezpieczenia inne niż na życie (z wyjątkiem chorobowych i zdrowotnych).
  - Dane wejściowe wykorzystywane do oceny zdolności kredytowej przedsiębiorstw.
  - Informacje dotyczące zrównoważonego rozwoju
3. System licencjonowania dla przedsiębiorstw otrzymujących dane („użytkownicy danych”): nowa kategoria dostawców usług informacji finansowej (FISP) (art. 6).
4. Strona dostarczająca dane („posiadacz danych”) musi udostępnić panel uprawnień zawierający szczegóły zgody z możliwością jego natychmiastowego cofnięcia (art. 8).
5. FiDA opiera się na porozumieniach umownych w ramach schematów, a nie na zobowiązaniu prawnym (PSR). Schematy są tworzone przez posiadaczy, użytkowników i organizacje konsumenckie. Członkostwo obowiązkowe (dla posiadaczy). (art. 9).
6. Schematy muszą zostać opracowane w ciągu 18 miesięcy od wejścia w życie FiDA.
7. Dozwolone jest pobieranie opłat od użytkowników danych (nie klientów) za infrastrukturę (art. 10), z (niejasnymi) dodatkowymi ograniczeniami dla użytkowników danych MŚP.
8. Odpowiedzialność: do uzgodnienia w ramach schematów (art.10).

Regulator zdecydował, że zasadnicza część implementacji nowych przepisów powinna być zostawiona rynkowi. Stąd propozycja utworzenia „schematów”, dzięki którym możliwe będzie bezpieczne udostępnianie danych pomiędzy uczestnikami rynku.
Dostęp do infrastruktury wypracowanej przez schematy będzie podlegał opłatom, a zatem instytucje finansowe mogą (do pewnego stopnia) zrekompensować swoje koszty.
Jedynym rozwijanym obecnie paneuropejskim schematem wymiany danych finansowych (zbliżonym w swoich założeniach do definicji FIDA) jest schemat SPAA, zarządzany przez Europejską Radę ds. Płatności (European Payments Council, EPC).
SEPA API Access Scheme to inicjatywa zapoczątkowana przez ERPB (Euro Retail Payment Board), strategiczne ciało doradcze przy Europejskim Banku Centralnym. Inicjatywa została opisana w dwóch raportach, pierwszym, opublikowanym z datą 31 maja 2019 roku oraz drugim, opublikowanym 4 czerwca 2021 roku. Publicznie dostępna jest także informacja o przekazaniu inicjatywy do dalszych prac i wdrożeniu SEPA API Access scheme przez Europejską Radę Płatności (European Payments Council).
Schemat definiuje zasady współpracy pomiędzy podmiotami w nim uczestniczącymi, określa standardowe sposoby realizacji wybranych usług opartych na API (otwarte interfejsy programistyczne) oraz system rozliczeń i płatności za te usługi. Jako punkt wyjścia do prac nad schematem przyjęto usługi PSD2, udostępniane przez europejskie instytucje kredytowe, które pozostaną darmowe dla stron trzecich. Inne usługi, określane jako usługi dodane, usługi „premium” lub usługi rozszerzone (ang. extended) mogą być monetyzowane przez instytucje kredytowe, na podstawie przyjętych w schemacie zasad. Zasady te, jak i ogólne założenia schematu były uzgadniane z odpowiednimi Dyrektoriatami Generalnymi Komisji Europejskiej. W czerwcu 2023 EPC opublikował wersję 1.1. Regulaminu schematu oraz informację na temat domyślnych opłat (default fees).
Standaryzacja interfejsów API w ramach PSD2 (zob. też Otwarta bankowość) oraz częściowo danych „premium” (zakres FIDA) na poziomie europejskim zorganizowana jest na zasadzie inicjatywy społecznościowej przez Grupę Berlińską (The Berlin Group). 26 października 2020 roku Grupa Berlińska powołała do życia nową grupę zadaniową o nazwie The Berlin Group openFinance API Framework, która zastąpiła poprzednią grupę zadaniową, odpowiedzialną za stworzenie standardu NextGenPSD2. Prace nowej grupy są skoncentrowane na standaryzacji usług dodanych (tzw. usługach premium), które mogą być udostępniane przez instytucje kredytowe uprawnionym stronom trzecim na podstawie umów dwustronnych lub potencjalnych nowych schematów płatniczych (por. SEPA API Access Scheme).
The Berlin Group jest nieformalnym stowarzyszeniem instytucji kredytowych (banków) i innych podmiotów branżowych współpracujących nad rozwojem standardowych specyfikacji, W pracach biorą udział przedstawiciele europejskich banków i instytucji związanych z branżą (izby rozliczeniowe, banki centralne itp.), a wsparcie eksperckie i organizacyjne zapewnia SRC Security Research & Consulting GmbH, spółka zależna niemieckich stowarzyszeń bankowych.
Opisany powyżej projekt rozporządzenia FIDA, o ile zostanie zaakceptowany i opublikowany, wprowadzi obowiązek udostępniania danych przez zobligowane instytucje finansowe. Może się w ten sposób przyczynić do upowszechnienia tego typu usług oraz rozwoju innowacyjnych produktów finansowych. Należy pamiętać, że możliwe jest jednak także tworzenie usług na podstawie dobrowolnego udostępniania danych w ramach komercyjnych projektów na rynku finansowym.